# Metro-Goldwyn-Mayer cartoon studio
Metro-Goldwyn-Mayer Cartoons var den interne afdeling af Metro-Goldwyn-Mayer (MGM) under den amerikanske animations gyldne tid. Aktiv fra 1937 og frem til 1957, producerede studiet animerede korte tegnefilm, som skulle akkompagnere MGMs spillefilm i Loew's Theaters, heriblandt de populære karakterer Tom & Jerry, Droopy og Barney Bear.
| Firma | Spire Denne artikel om et firma eller en virksomhed i USA er en spire som bør udbygges. Du er velkommen til at hjælpe Wikipedia ved at udvide den. |